# European Air Charter
European Air Charter, fino al maggio 2021 Bulgarian Air Charter, è una compagnia aerea charter bulgara con quartier generale a Sofia e hub all'aeroporto di Sofia.

## Storia
La Bulgarian Air Charter è stata fondata nel 2000 e ha iniziato le operazioni il 14 dicembre 2000 come una filiale interamente controllata del Gruppo di Servizio Aviation. Esegue voli per diversi tour operator a destinazioni principalmente in Austria, Repubblica Ceca, Germania, Israele e Polonia. Dal momento in cui la compagnia aerea è stata fondata, ha trasportato più di 8,4 milioni di passeggeri.
La compagnia aerea dispone di una propria unità di manutenzione, dotata di funzionalità per il trasporto di aerei, motori e servizi di atterraggio e revisione dei componenti di MD-80 e Boeing 737 Classic.
La compagnia aerea avviò le operazioni con 5 Tupolev Tu-154. Nel 2004, la compagnia aerea ritirò questi aerei e li ha sostituiti con sette McDonnell Douglas MD-80. Entro il 2011, Bulgarian Air Charter era cresciuta fino ad avere 12 MD-80. Nel settembre del 2015, la compagnia ha cominciato ad aggiungere alla sua flotta alcuni Airbus A320-200.
Nel maggio 2021, Bulgarian Air Charter ha annunciato il rebranding in European Air Charter.
Nell'ottobre 2023 ritira l'ultimo MD 82 in Europa

## Flotta

### Flotta attuale

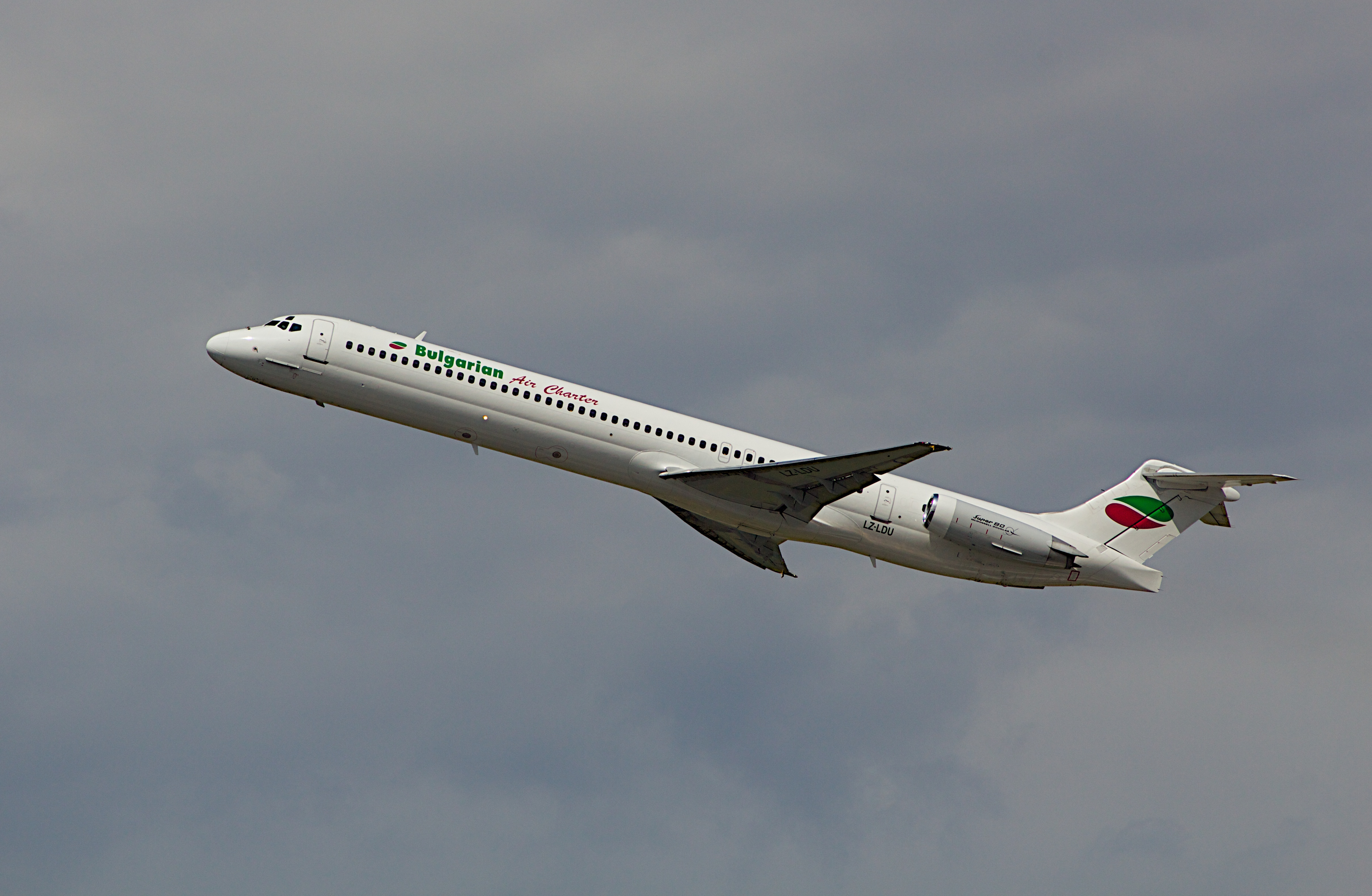
Un McDonnell Douglas MD-82 della Bulgarian Air Charter

A febbraio 2024 la flotta di European Air Charter è così composta:

### Flotta storica
Nel corso degli anni European Air Charter ha operato con i seguenti modelli di aeromobili:
- 8 McDonnell Douglas MD-82
- 5 Tupolev Tu-154